# العلاقات البنينية البيلاروسية
العلاقات البنينية البيلاروسية هي العلاقات الثنائية التي تجمع بين بنين وروسيا البيضاء.

## مقارنة بين البلدين
هذه مقارنة عامة ومرجعية للدولتين:
| وجه المقارنة                                              | بنين            | روسيا البيضاء                    |
| --------------------------------------------------------- | --------------- | -------------------------------- |
| المساحة (كم2)                                             | 114.76 ألف      | 207.60 ألف                       |
| عدد السكان (نسمة)                                         | 11.18 مليون     | 9.50 مليون                       |
| الكثافة السكانية (ن./كم²)                                 | 97.42           | 45.76                            |
| العاصمة                                                   | بورتو نوفو      | مينسك                            |
| اللغة الرسمية                                             | لغة فرنسية      | اللغة البيلاروسية، اللغة الروسية |
| العملة                                                    | فرنك غرب أفريقي | روبل بلاروسي                     |
| الناتج المحلي الإجمالي (بليون دولار)                      | 9.27 مليار      | 54.44 مليار                      |
| الناتج المحلي الإجمالي (تعادل القوة الشرائية) بليون دولار | 22.38 مليار     | 168.35 مليار                     |
| الناتج المحلي الإجمالي الاسمي للفرد دولار أمريكي          | 762             | 5.74 ألف                         |
| الناتج المحلي الإجمالي للفرد دولار أمريكي                 | 2.03 ألف        | 18.18 ألف                        |
| مؤشر التنمية البشرية                                      | 0.480           | 0.798                            |
| رمز المكالمات الدولي                                      | +229            | +375                             |
| رمز الإنترنت                                              | .bj             | .by، .бел                        |
| المنطقة الزمنية                                           | ت ع م+01:00     | ت ع م+03:00                      |

## منظمات دولية مشتركة
يشترك البلدان في عضوية مجموعة من المنظمات الدولية، منها:
| علم المنظمة | اسم المنظمة                               | تاريخ انضمام بنين | تاريخ انضمام روسيا البيضاء |
| ----------- | ----------------------------------------- | ----------------- | -------------------------- |
|             | الاتحاد البريدي العالمي                   | ?                 | ?                          |
|             | منظمة حظر الأسلحة الكيميائية              | ?                 | ?                          |
|             | الأمم المتحدة                             | 20 سبتمبر 1960    | 24 أكتوبر 1945             |
|             | وكالة ضمان الاستثمار متعدد الأطراف        | 26 سبتمبر 1994    | 3 ديسمبر 1992              |
|             | منظمة الشرطة الجنائية الدولية             | ?                 | ?                          |
|             | مؤسسة التمويل الدولية                     | 5 فبراير 1987     | 2 نوفمبر 1992              |
|             | الاتحاد الدولي للاتصالات                  | 1961              | 7 مايو 1947                |
|             | البنك الدولي للإنشاء والتعمير             | 10 يوليو 1963     | 10 يوليو 1992              |
|             | المركز الدولي لتسوية المنازعات الاستشارية | 14 أكتوبر 1966    | 9 أغسطس 1992               |
|             | يونسكو                                    | 18 أكتوبر 1960    | 12 مايو 1954               |

## وصلات خارجية
- موقع وزارة الخارجية البيلاروسية